# Binghamton (New York, kisváros)
Binghamton kisváros (town) az USA New York államábanm, Broome megyében. Lakosainak száma 4617 fő (2020. április 1.).

## Népesség
A település népességének változása:

| 2010 | 4 942 |
| 2020 | 4 617 |